# Yachthäfen in Schleswig-Holstein
Diese Übersicht listet Yachthäfen (Marinas) in Schleswig-Holstein auf. Die Liste erhebt keinen Anspruch auf Vollständigkeit.

## Yachthäfen an Küstengewässern

### Yachthäfen anNordseeundUnterelbe
| Klassifizierung1 | Hafen2                      | Ort              | Hafenbetreiber             | Liegeplätze | Liegeplätze | Liegeplätze     |
| ---------------- | --------------------------- | ---------------- | -------------------------- | ----------- | ----------- | --------------- |
|                  |                             |                  |                            | im Wasser   | am Land     | max. Bootslänge |
|                  | Alter Hafen Brunsbüttel     | Brunsbüttel      | SV Brunsbüttel e. V.       | 125         |             | 11 m            |
|                  | Büsumer Seglerhafen         | Büsum            | Büsumer Seglerverein e. V. | 100         |             |                 |
|                  | Yachthafen Krückau          | Elmshorn         | W.Y.K. Elmshorn            | 110         | 60          | 13 m            |
|                  | Südhafen Helgoland          | Helgoland        | WSA Tönning                | 300         |             |                 |
|                  | Nordosthafen Helgoland      | Helgoland        | WSC Helgoland              |             |             |                 |
|                  | Marina Neufeld              | Neufeld          | Sportclub Neufeld e. V.    | 50          |             |                 |
|                  | Yachthafen Tümlauer Koog    | St. Peter-Ording | SSPO e. V.                 |             |             |                 |
|                  | SV Wedel-Schulau            | Wedel            | SVWS e. V.                 | 120         |             | 10 m            |
|                  | Hamburger Yachthafen        | Wedel            | HYG e. V.                  | 2000        | 750         |                 |
|                  | Sportboothafen Wyk auf Föhr | Wyk auf Föhr     | Stadt Wyk auf Föhr         | 220         |             | 21 m            |

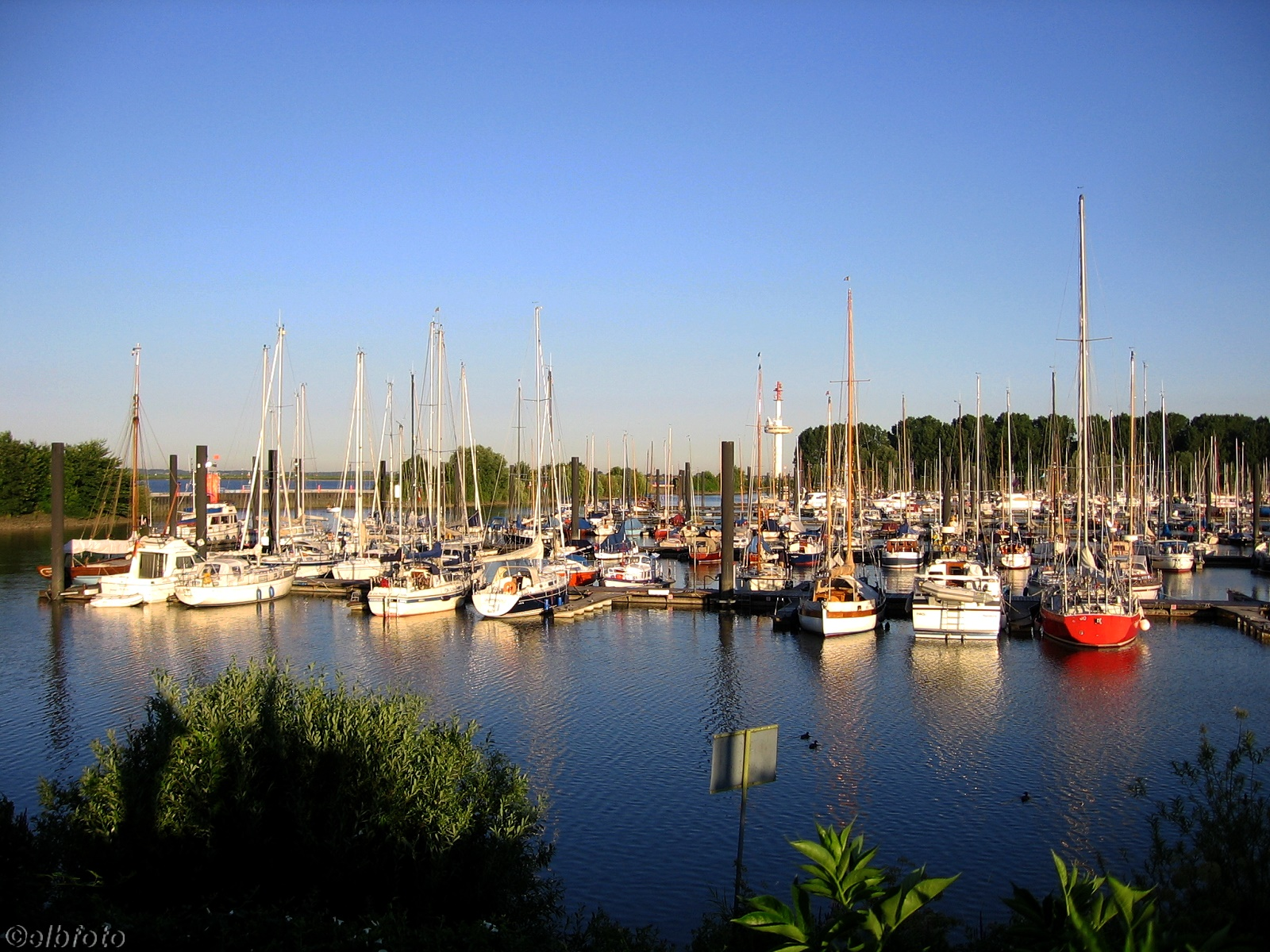
Hamburger Yachthafen in Wedel

1 Klassifizierung nach Blauer Flagge, Gelber Welle und DTV-Sternen (1–5)

2 Nur Yachthäfen ab mindestens 100 Liegeplätzen

### Yachthäfen anOstseeundSchlei

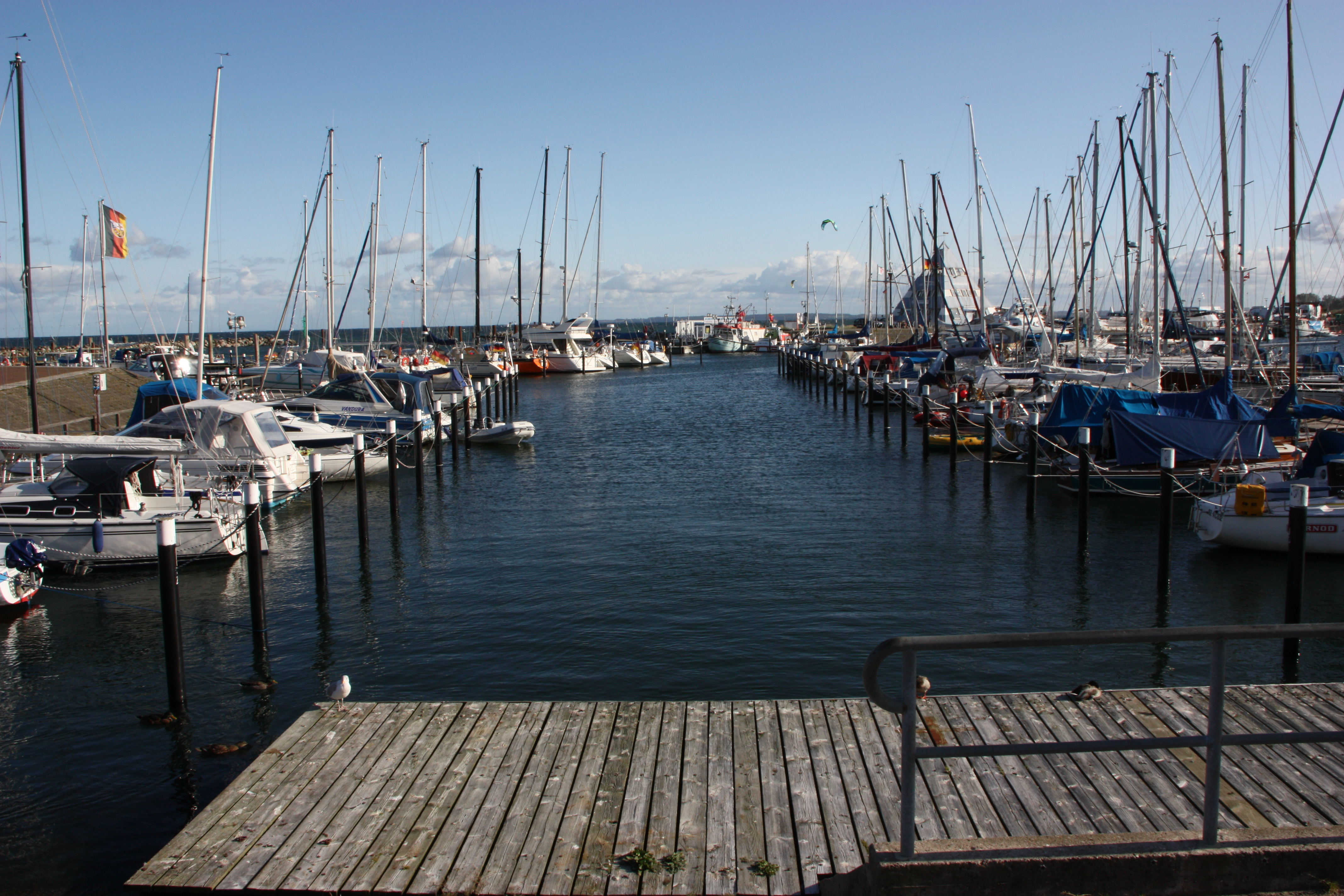
Damp

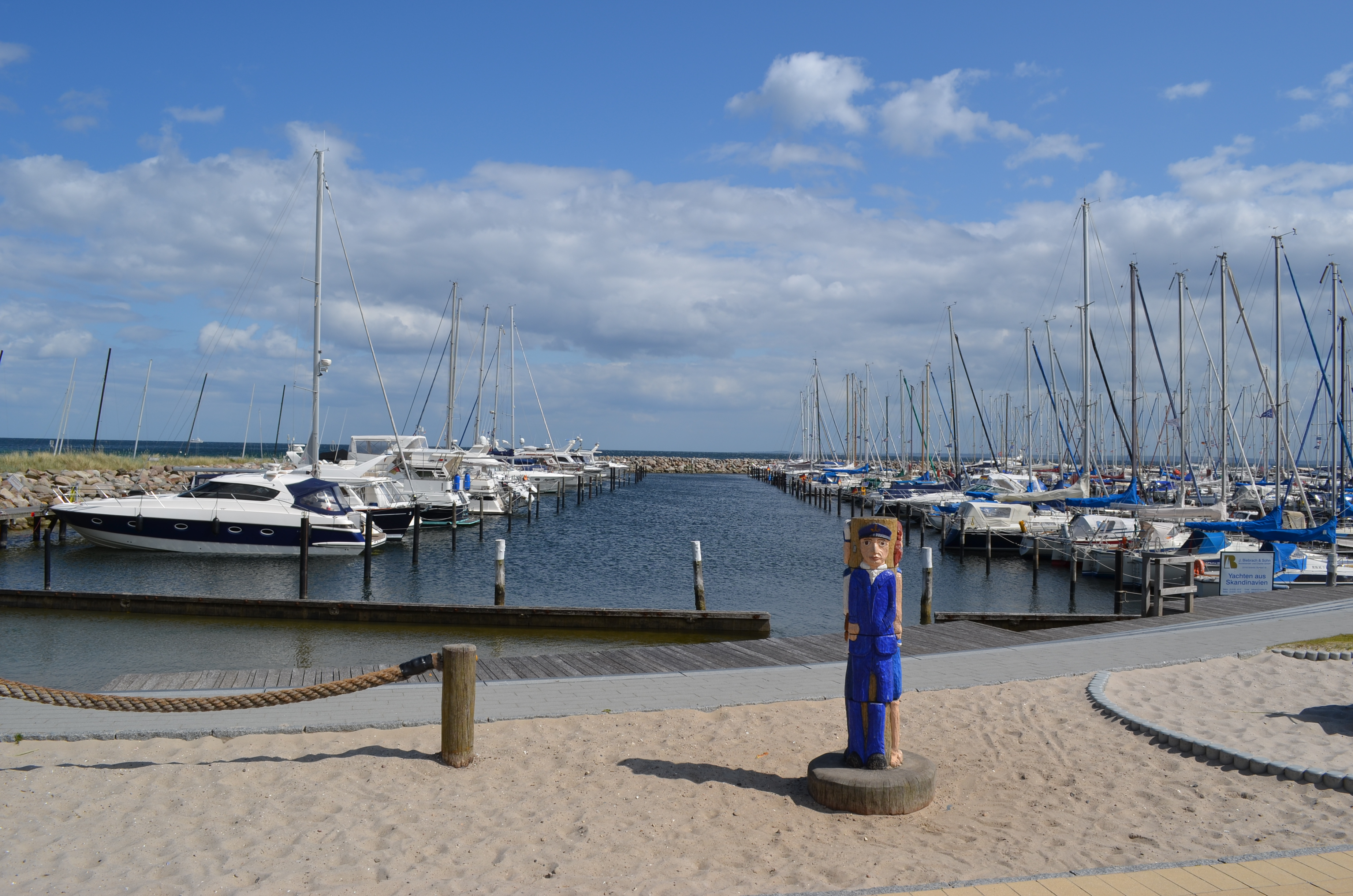
Grömitz

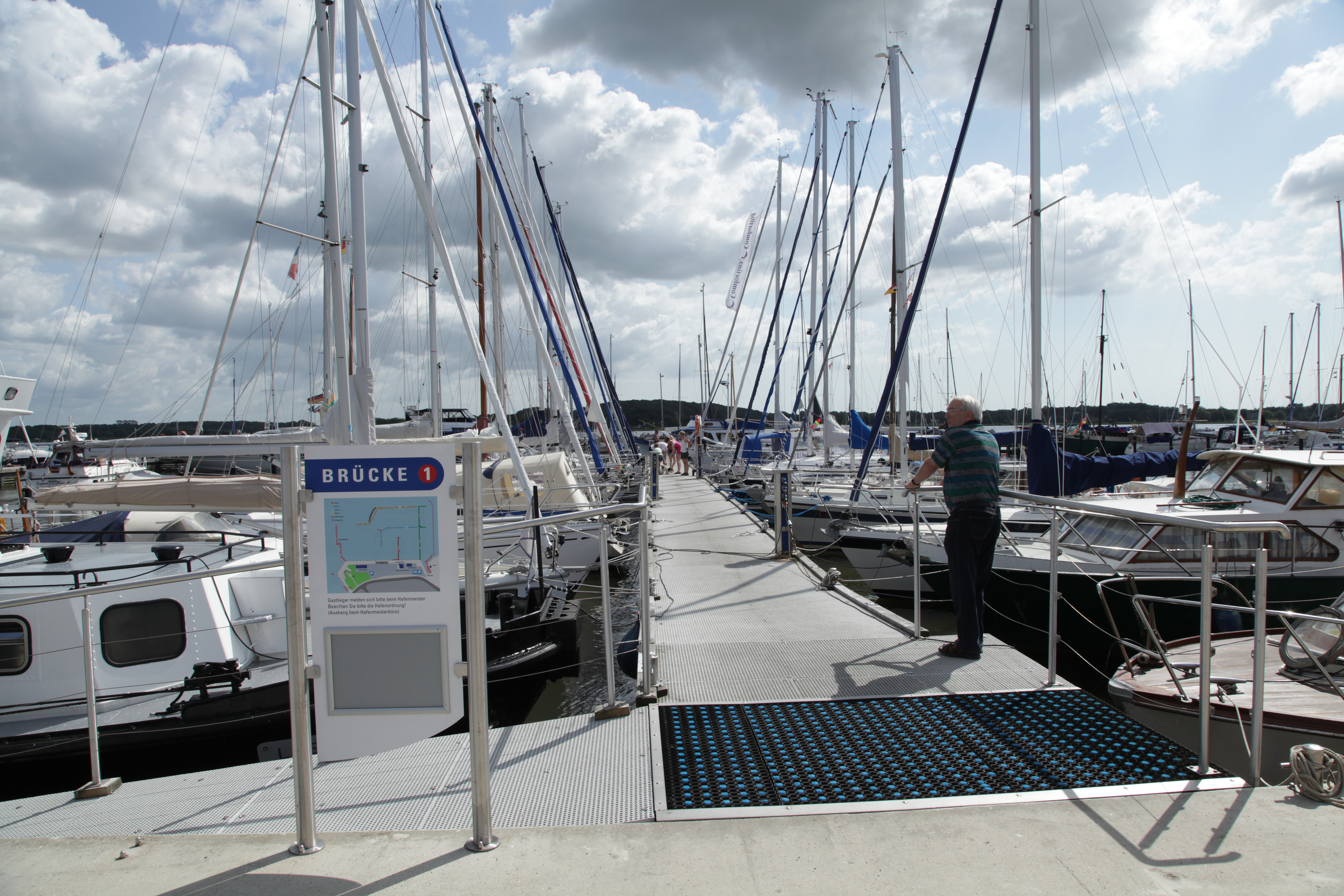
Schleswig

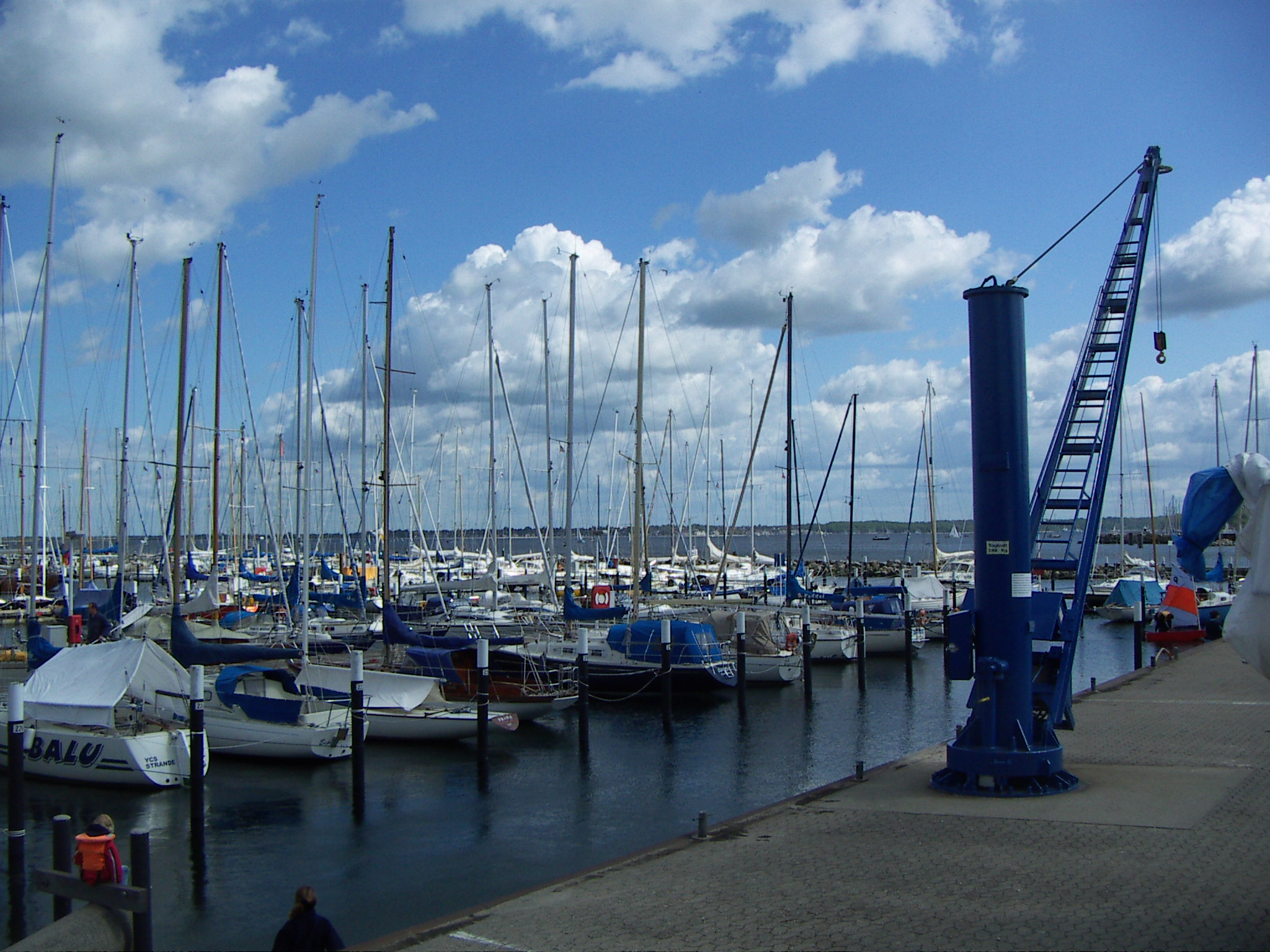
Strande

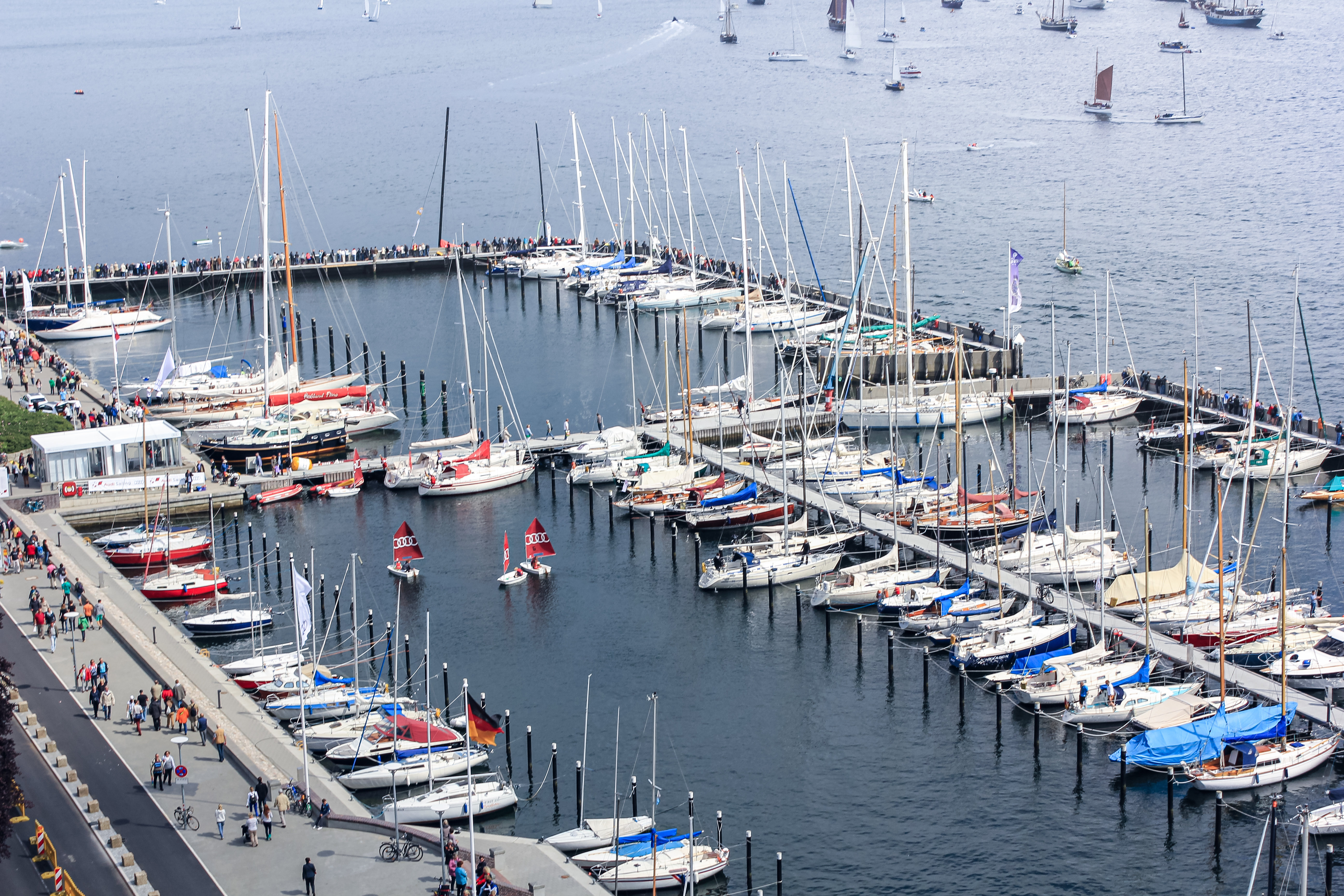
Sporthafen Düsternbrook

| Klassifizierung1 | Hafen2                                | Ort                   | Hafenbetreiber                                                                          | Liegeplätze | Liegeplätze | Liegeplätze     |
| ---------------- | ------------------------------------- | --------------------- | --------------------------------------------------------------------------------------- | ----------- | ----------- | --------------- |
|                  |                                       |                       |                                                                                         | im Wasser   | am Land     | max. Bootslänge |
|                  | Yachthafen Damp                       | Damp                  | Gemeinde Damp                                                                           | 365         | 200         | 50 m            |
|                  | Yachthafen des SC Eckernförde         | Eckernförde           | Segelclub Eckernförde e. V.                                                             | 320         |             | 30 m            |
|                  | Stadthafen Eckernförde                | Eckernförde           | im-jaich Wasserwelten                                                                   | 135         |             |                 |
|                  | Lemkenhafen                           | Fehmarn               | SVLF e. V.                                                                              | 140         |             | 18 m            |
|                  | Hafen Orth                            | Fehmarn               | Hafen Orth GmbH                                                                         | 150         |             |                 |
|                  | Yachthafen Burgstaaken                | Fehmarn               | Yachthafen Burgstaaken                                                                  | 190         |             |                 |
|                  | Yachthafen Burgtiefe                  | Fehmarn               |                                                                                         | 600         |             |                 |
|                  | Segelhafen Galwik                     | Flensburg             | Niro-Petersen KG sowie Wassersportverein Galwik e. V.                                   | 180         |             |                 |
|                  | Gastseglerhafen/ Stadthafen Flensburg | Flensburg             | im-jaich Wasserwelten                                                                   | 168         |             |                 |
|                  | Yachthafen Kielseng                   | Flensburg             | Robbe & Berking Classics, Flensburger Yacht-Service und Wassersportclub Flensburg e. V. |             |             |                 |
|                  | Marina Sonwik                         | Flensburg             |                                                                                         |             |             |                 |
|                  | Yachthafen Fahrensodde                | Flensburg             | SVF und FYC                                                                             |             |             |                 |
|                  | Wassersportverein Fleckeby            | Fleckeby              | WSF                                                                                     | 100         |             | 15 m            |
|                  | Sportboothafen Fleckeby               | Fleckeby              | Dreesbeimdieke                                                                          | 100         |             | 15 m            |
|                  | Yachthafen Glücksburg-Quellental      | Glücksburg-Quellental | Flensburger Segel-Club                                                                  | 240         |             |                 |
|                  | Yachthafen Schausende                 | Glücksburg            | Club Nautic e. V.                                                                       | 169         |             | 12 m            |
|                  | Yachthafen Grömitz                    | Grömitz               |                                                                                         | 780         |             | 25 m            |
|                  | Marina Großenbrode                    | Großenbrode           | Mola Yachting GmbH                                                                      | 170         |             |                 |
|                  | Marina Heiligenhafen                  | Heiligenhafen         | HVB GmbH & Co. KG                                                                       | 1.000       |             | 20 m            |
|                  | Henningsen & Steckmest                | Kappeln               |                                                                                         | 150         |             | 17 m            |
|                  | Yachthafen Arnisser                   | Kappeln               |                                                                                         | 108         |             |                 |
|                  | Yachthafen Kopperby                   | Kappeln               | im-jaich Wasserwelten                                                                   | 100         |             | 15 m            |
|                  | Kieler Yacht-Club                     | Kiel                  |                                                                                         |             |             |                 |
|                  | Sporthafen Stickenhörn                | Kiel                  | Sporthafen Kiel GmbH                                                                    | 460         | 24          |                 |
|                  | Sporthafen Wik                        | Kiel                  | Sporthafen Kiel GmbH                                                                    | 185         |             |                 |
|                  | Sporthafen Düsternbrook               | Kiel                  | Sporthafen Kiel GmbH                                                                    | 288         | 20          |                 |
|                  | Sporthafen Wellingdorf                | Kiel                  | Sporthafen Kiel GmbH                                                                    | 165         |             |                 |
|                  | Sporthafen Dietrichsdorf              | Kiel                  | Sporthafen Kiel GmbH                                                                    | 152         | 20          |                 |
|                  | Sporthafen Schilksee                  | Kiel                  | Sporthafen Kiel GmbH                                                                    | 860         | 400         |                 |
|                  | Marina Baltic Bay                     | Laboe                 | Schiffswerft Laboe GmbH                                                                 | 345         |             | 25 m            |
|                  | Marina Mönkeberg                      | Mönkeberg             |                                                                                         | 250         |             |                 |
|                  | Hafen Langballigau                    | Langballigau          | im-jaich Wasserwelten                                                                   | 225         |             | 24 m            |
|                  | Nord-Ost Marina                       | Lübeck-St. Lorenz     | Nord-Ost Marina GmbH                                                                    | 120         |             | 18 m            |
|                  | Lübecker Yacht-Club                   | Lübeck-Travemünde     | Lübecker Yacht-Club e. V.                                                               | 180         |             |                 |
|                  | Passat-Hafen                          | Lübeck-Travemünde     |                                                                                         | 500         | 160         | 20 m            |
|                  | Rosenhof Yachthafen                   | Lübeck-Travemünde     | Priwall Hafengesell. mbH                                                                | 100         |             | 18 m            |
|                  | Böbs-Werft Yachthafen                 | Lübeck-Travemünde     | Böbs-Werft GmbH                                                                         | 220         |             | 25 m            |
|                  | Marina Baltica                        | Lübeck-Travemünde     |                                                                                         | 210         |             | 30 m            |
|                  | Sportboothafen Maasholm               | Maasholm              |                                                                                         | 450         |             | 25 m            |
|                  | Förde-Yacht-Club Bockholmwik          | Munkbrarup            |                                                                                         | 132         |             | 12 m            |
|                  | Kommunaler Hafen Neustadt i. H.       | Neustadt in Holstein  | Stadtwerke Neustadt                                                                     | 280         |             |                 |
|                  | ancora Marina Neustadt                | Neustadt in Holstein  |                                                                                         | 1.400       |             | 35 m            |
|                  | Yachthafen Wackerballig               | Nieby                 |                                                                                         | 200         |             | 17 m            |
|                  | Sporthafen Gelting-Mole               | Niesgrau              | SHG GmbH                                                                                | 450         | 180         | 16 m            |
|                  | Stadthafen Schleswig                  | Schleswig             | Schleswiger Stadtwerke                                                                  | 148         |             | 30 m            |
|                  | Wiking Yachthafen                     | Schleswig             |                                                                                         | 350         |             | 20 m            |
|                  | Hafen Strande                         | Strande               | Gemeinde Strande                                                                        | 348         |             |                 |
|                  | Niendorfer Hafen                      | Timmendorfer Strand   |                                                                                         |             |             |                 |

1 Klassifizierung nach Blauer Flagge, Gelber Welle und DTV-Sternen (1–5)

2 Nur Yachthäfen ab mindestens 100 Liegeplätzen

## Yachthäfen an Binnengewässern

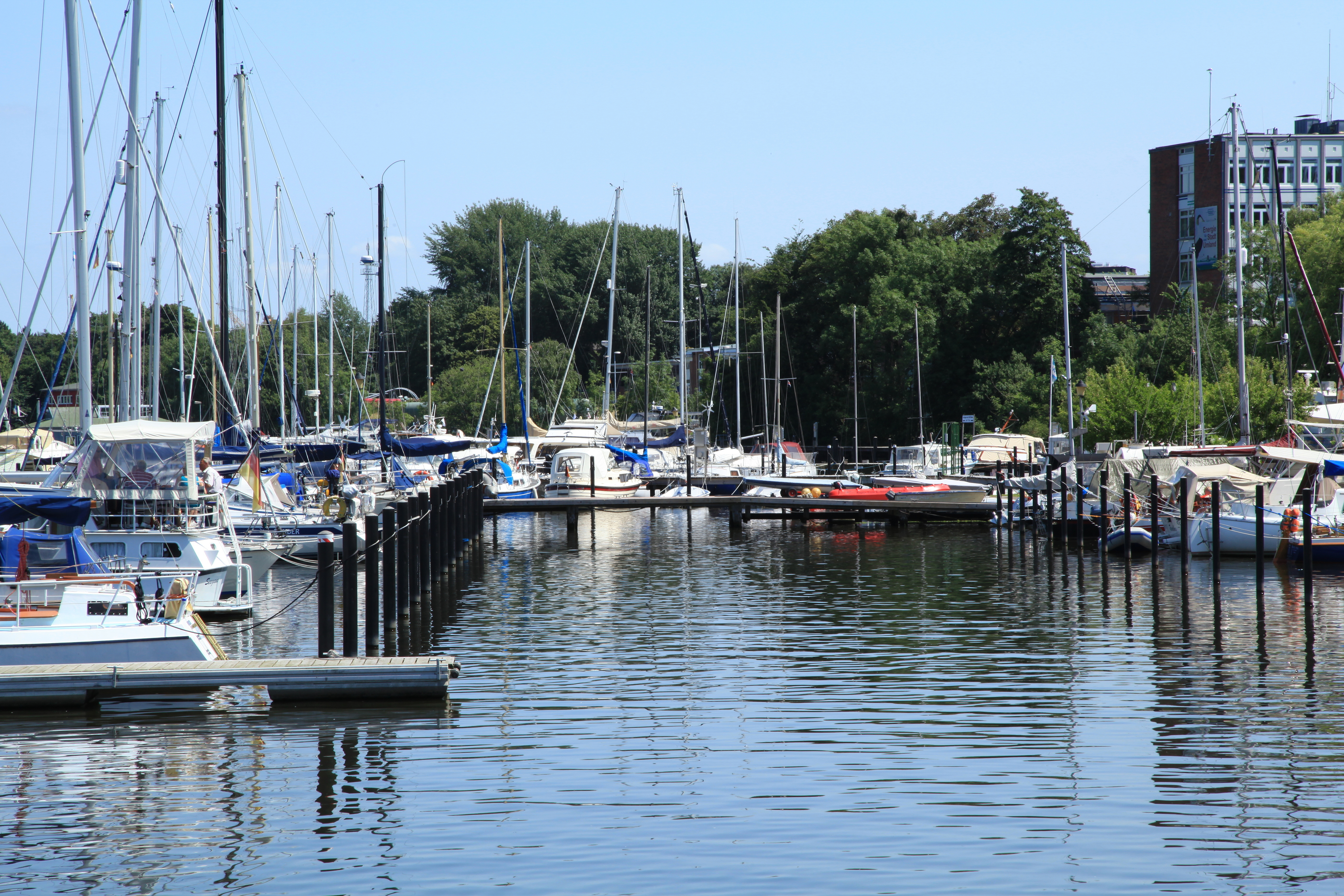
Rendsburg

Zu den Binnengewässern in Schleswig-Holstein zählen Seen, Flüsse und die künstlich geschaffenen Wasserstraßen wie der Nord-Ostsee-Kanal, Eiderkanal und der Elbe-Lübeck-Kanal.
| Klassifizierung1 | Hafen2                     | Ort            | Hafenbetreiber               | Liegeplätze | Liegeplätze | Liegeplätze     |
| ---------------- | -------------------------- | -------------- | ---------------------------- | ----------- | ----------- | --------------- |
|                  |                            |                |                              | im Wasser   | am Land     | max. Bootslänge |
|                  | Sportboothafen             | Ascheberg      | WSV „Seeblick“ Dersau        | 50          | 20          |                 |
|                  | Segelhafen Geesthacht      | Geesthacht     | SV-Geesthacht e. V.          | 60          |             |                 |
|                  | Marina Lauenburg           | Lauenburg/Elbe |                              | 86          |             | 20 m            |
|                  | Bootshafen des WSV Mölln   | Mölln          | Wassersportverein Mölln      |             |             |                 |
|                  | Bootshafen des MMC Mölln   | Mölln          | Möllner Motorboot Club e. V. |             |             |                 |
|                  | Yachthafen Plön            | Plön           | Plöner Segler-Verein e. V.   | 126         | 10          |                 |
|                  | Yachthafen Wakenitz        | Lübeck         | SV Wakenitz e. V.            | 50 + 50     |             |                 |
|                  | Alter Hafen Friedrichstadt | Friedrichstadt | Motorbootclub Westküste      | 60          |             |                 |
|                  | Yachthafen Rendsburg       | Rendsburg      | Regattaverein Rendsburg      | 200         |             |                 |

1 Klassifizierung nach Blauer Flagge, Gelber Welle und DTV-Sternen (1–5)

2 Nur Yachthäfen ab mindestens 50 Liegeplätzen